# Vandenboschia cyrtotheca
Vandenboschia cyrtotheca är en hinnbräkenväxtart som först beskrevs av Wilhelm B. Hillebrand och som fick sitt nu gällande namn av Edwin Bingham Copeland.
Vandenboschia cyrtotheca ingår i släktet Vandenboschia och familjen Hymenophyllaceae. Inga underarter finns listade i Catalogue of Life.